# Хайрудін Сарачевич
Хайрудін Сарачевич (босн. Hajrudin Saračević, 26 березня 1949, Сараєво, СФРЮ — 16 вересня 2022) — боснійський футболіст та тренер, виступав на позиції захисника.

## Життєпис
Народився в Сараєво, практично всю кар'єру відіграв у місцевому «Желєзнічар». Дебютував у футболці «залізничників» у сезоні 1967/68 років у віці 18 років. У чемпіонаті Югославії зі «Жельо» відіграв 313 матчів, рекордний показник для всіх футболістів сараєвського клубу. Загалом же провів 339 офіційних матчів у футболці клубу. Був одним з гравців, які в 1972 році виграли югославський чемпіонат. Окрім «Желєзнічара» відіграв один сезон у футболці «Бораца» (Баня-Лука). У 1982 році вирішив завершити кар'єру футболіста. Після цього працював тренером у молодіжній команді «Желєзнічара». Під час Боснійської війни разом з родиною виїхав до міста Палич, Сербія. Після цього працював тренером у місцевих командах. А в сезоні 1991/92 років тренував команду «Бачка 1901». Через декілька років переїхав до США. Проживав в Детройті, штат Мічиган.
Помер 16 вересня 2022 року.